# Grotta del Vento
La Grotta del Vento, chiamata dai valligiani Buca del Vento di Trimpello, è una cavità di origine carsica situata nella catena montuosa delle Alpi Apuane, ai piedi del monte Pania Secca, presso Fornovolasco (Fabbriche di Vergemoli, Lucca).

## Caratteristiche
La grotta è lunga circa 4.500 metri e ha un dislivello complessivo di circa 120 metri. L'unico ingresso praticabile conosciuto è a 640 metri sul livello del mare, ma probabilmente esistono altre aperture impraticabili della grotta attorno ai 1400 metri, che giustificherebbero il forte vento che ne caratterizza l'ingresso. È probabile, infatti, che la circolazione dell'aria nella Grotta del Vento sia del tipo "a tubo di vento", che presuppone l'esistenza di almeno due aperture situate a quote assai diverse. 
All'interno della grotta l'aria ha la temperatura costante di 10,7 °C. D'estate la massa d'aria interna alla grotta è più fredda, e quindi più densa (più pesante), dell'aria esterna: perciò l'aria della grotta esce dall'apertura inferiore ("bocca fredda") e viene rimpiazzata da aria esterna aspirata dall'apertura superiore ("bocca calda"). D'inverno l'aria della grotta è spesso più calda di quella esterna, per cui essa esce dall'apertura superiore, mentre dall'apertura inferiore viene risucchiata aria esterna. All'ingresso turistico è stata registrata una velocità del vento superiore ai 40 km/h.

## Storia
Dal Seicento fino al termine dell'Ottocento della grotta si conosceva solo la forte corrente d'aria fredda che usciva durante l'estate dal suo piccolo ingresso e che, convogliata all'interno di una capanna, veniva utilizzata dagli abitanti della vicina borgata di Trimpello per tenere in fresco i cibi.
La prima persona a insinuarsi nella grotta pare sia stata una bambina di quattro anni, soprannominata Bettina, nel 1898; la bambina entrò per gioco, incitata da dei giovani, percorse pochi metri e raccontò quindi che la grotta continuava e si ampliava. La curiosità spinse questi giovani ad allargarne l'ingresso, troppo stretto per loro, e ad esplorarne i primi 20 metri. Benché dopo i primi metri la cavità si ampliasse notevolmente, la paura per l'ignoto li spinse a tornare all'esterno.
Nel 1929 il Gruppo Speleologico Fiorentino del Club Alpino Italiano entrò nella Buca del Vento di Trimpello ed esplorò i primi 60 metri di galleria; la prosecuzione fu impedita, a quanto pare, dalla presenza di un "sifone" (galleria a forma di U piena d'acqua), col quale si pensò che la grotta terminasse.
Il 18 agosto 1961 capitarono a Fornovolasco due speleologi del Gruppo Speleologico Bolognese del C.A.I., Sergio Trebbi e Giancarlo Pasini , dopo essere scesi lungo la parete sud est della Pania Secca dal campo estivo che quell'anno il gruppo aveva installato presso il Rifugio Rossi. A Fornovolasco i due furono avvicinati da un valligiano, ex minatore, che segnalò ad essi l'esistenza di una cavità orizzontale pressoché inesplorata nelle vicinanze del paese: la Buca del Vento di Trimpello; a riprova delle sue affermazioni mostrò loro una vecchia pianta dei primi 60 metri della grotta, firmata da Marco Marchetti - noto speleologo del Gruppo Speleologico Fiorentino - e datata 1929. Il valligiano aggiunse però che, in seguito a una forte alluvione verificatasi anni prima, l'ingresso della grotta, che si apre presso l'alveo di un torrente, era coperto da ghiaia. Il mattino seguente i due speleologi e il valligiano raggiunsero in breve tempo il punto in cui, secondo quest'ultimo, si trovava l'ingresso della Buca del Vento, ma dove si poteva vedere allora solo il terrazzo ghiaioso di un torrente; il valligiano assicurò che l'ingresso si trovava sotto la ghiaia. 
I tre scavarono, con enormi difficoltà e qualche rischio, un buco nella ghiaia grossolana che tendeva a franare, nonostante i puntelli legnosi sistemati dal valligiano ex minatore. Trebbi fu colpito a un fianco da un grosso ciottolo distaccatosi da una parete. Raggiunta la profondità di circa due metri, cominciarono ad avvertire una corrente d'aria. Poco oltre comparve il substrato roccioso, nel quale si apriva una stretta fenditura soffiante: era l'ingresso della Buca del Vento di Trimpello. I tre vi entrarono con qualche difficoltà, ma dopo i primi metri la grotta si ampliava notevolmente, trasformandosi in un'ampia galleria. A circa 60 metri dall'ingresso - punto estremo raggiunto dagli speleologi fiorentini nel 1929 - non c'era alcun sifone; i tre poterono percorrere circa 500 metri di una meravigliosa galleria inesplorata, ricchissima di stalattiti, stalagmiti, colonne multicolori e laghetti, e dovettero fermarsi sull'orlo di due pozzi. 
Usciti dalla grotta, Pasini e Trebbi chiamarono col radiotelefono i compagni che si trovavano al campo presso il Rifugio Rossi e li informarono della loro scoperta. I compagni li raggiunsero per proseguire assieme a loro l'esplorazione di questa bellissima cavità, nel cui piano inferiore scorre un torrente sotterraneo. Vennero percorsi, e in gran parte rilevati topograficamente, oltre 700 metri di grotta e venne effettuata una documentazione fotografica. 
Ulteriori esplorazioni - effettuate dal Gruppo Speleologico Lucchese del C.A.I., dal Gruppo Speleologico "Garfagnana-Grotta del Vento", dal Gruppo Speleologico Piemontese del C.A.I.-U.G.E.T. e dal Groupe Spéléologique "Troglolog" di Neuchâtel - hanno portato lo sviluppo della Buca del Vento di Trimpello o Grotta del Vento ad oltre 4.500 metri.

## Reperti fossili
All'interno della Buca del Vento sono stati raccolti resti fossili di alcuni esemplari di orso delle caverne e di un piccolo roditore. 

## Turismo
Ha tre percorsi turistici, per la durata di 1, 2 o 3 ore, e due itinerari avventura. L'itinerario di un'ora percorre gallerie caratterizzate dalla grande abbondanza di concrezioni, tutte "vive" e di diversi colori. L'itinerario da due ore comprende il precedente percorso e prosegue, scendendo di 75 metri, fino a raggiungere la parte più profonda della grotta, che è percorsa da un piccolo torrente sotterraneo. L'itinerario da tre ore comprende i primi due percorsi e prevede la risalita di un camino alto circa 80 metri. 
I tre percorsi turistici sono attrezzati con sentieri in cemento, corrimano e impianto elettrico. I due percorsi avventura, molto entusiasmanti ma adatti solo a chi non soffre di vertigini, percorrono un grande camino attrezzato solo con scale a pioli e corde di sicurezza, da cui si scende con un'avvincente calata nel vuoto.